# Grand Army of the Republic

Medaglia del Grand Army of the Republic

Il Grand Army of the Republic (GAR) era un'associazione patriottica composta da veterani di guerra dell'Union Army, dell'Union Navy e dei Marines che prestarono servizio nella guerra civile americana.
Fondato nel 1866 a Decatur, in Illinois, il GAR crebbe fino a includere migliaia di "post" (unità locali) in tutto il nord e l'ovest degli Stati Uniti d'America, raggiungendo il suo massimo numero di iscritti (410.000) nel 1890; fu sciolto nel 1956 alla morte del suo ultimo membro, Albert Woolson.
Il GAR fu uno dei primi gruppi d'interesse organizzati nella politica americana, sostenendo il diritto di voto per i veterani afroamericani, promuovendo l'educazione patriottica, contribuendo a rendere il Memorial Day una festa nazionale, facendo pressioni sul Congresso degli Stati Uniti per istituire pensioni regolari per i veterani e sostenendo candidati repubblicani.